# Gant-Wevelgem 2001
La Gant-Wevelgem 2001 fou la 63a edició de la cursa ciclista Gant-Wevelgem i es va disputar l'11 d'abril de 2001 sobre una distància de 215 km. El vencedor fou l'estatunidenc George Hincapie (US Postal), que s'imposà en un esprint protagonitzat per cinc ciclistes que arribaren destacats a meta. Aquesta fou la primera victòria d'un ciclista estatunidenc en aquesta clàssica. El neerlandès Léon van Bon (Mercury-Viatel) i l'alemany Steffen Wesemann (Team Deutsche Telekom), completaren el podi.

## Classificació final
|    | Cilista                 | Equip                        | Temps      |
| -- | ----------------------- | ---------------------------- | ---------- |
| 1  | George Hincapie (USA)   | US Postal                    | 5h 00' 50" |
| 2  | Léon van Bon (NED)      | Mercury-Viatel               | m. t.      |
| 3  | Steffen Wesemann (GER)  | Team Deutsche Telekom        | m. t.      |
| 4  | Arvis Piziks (LAT)      | CSC-Tiscali                  | m. t.      |
| 5  | Nico Mattan (BEL)       | Cofidis                      | m. t.      |
| 6  | Nico Eeckhout (BEL)     | Lotto-Adecco                 | + 41"      |
| 7  | Chris Peers (BEL)       | Cofidis                      | + 41"      |
| 8  | Daniele Nardello (ITA)  | Mapei-Quick Step             | + 1' 00"   |
| 9  | Erik Zabel (GER)        | Team Deutsche Telekom        | + 1' 16"   |
| 10 | Gabriele Balducci (ITA) | Tacconi Sport-Vini Caldirola | + 1' 16"   |